# Maria av Neapel
Maria av Neapel, född 1290, död 1347, var drottning av Mallorca 1311-1324, gift med kung Sancho av Mallorca. Hennes första äktenskaps barnlöshet förorsakade en kris i tronföljden på Mallorca. Hon gifte sig 1326 med en aragonsk adelsman. Kungen av Aragonien höll henne fängslad mellan 1331 och 1337.